# هارلو (دائرة انتخابية في المملكة المتحدة)
هارلو (بالإنجليزية: Harlow)‏ هي إحدى الدوائر الانتخابية في المملكة المتحدة الممثلة في مجلس العموم في برلمان المملكة المتحدة.
عضو البرلمان الذي يمثلها حالياً هو :Bill Rammell (Lab).